# Xã Mundy, Michigan
Xã Mundy (tiếng Anh: Mundy Township) là một xã thuộc quận Genesee, tiểu bang Michigan, Hoa Kỳ. Năm 2010, dân số của xã này là 15.082 người.